# Mohamed Ahmed (futebolista)
Juma Mohamed Ahmed Ali Gharib (Dubai, 16 de abril de 1989) é um futebolista emiratense que atua como lateral. Atualmente defende o Al Ain.

## Carreira
Mohamed Ahmed fez parte do elenco da Seleção Emiratense de Futebol da Olimpíadas de 2012.